# Мардер II
Мардер II (на немски: Marder) е немски унищожител на танкове базиран на шасито на Панцер II и използван през Втората световна война.

## История
Дори в ранните етапи на операция Барбароса Вермахта има нужда от по-мобилно и по-мощно противотанково решение, сравнено със съществуващите противотанкови оръдия и унищожители на танкове като Panzerjäger I. Това става неотложен въпрос когато немските войски се сблъскват с непознатите до този момент съветски танкове Т-34 и КВ-1.
Като временно решение се използват излизащите от употреба танкове Панцер II и пленени машини като Lorraine 37L за основа на унищожители на танкове. Резултата от това е серията Мардер, които са въоръжени с противотанковото 75 мм оръдие Pak 40 или руското 76.2 мм дивизионално полево оръдие F-22 модел 1936, от което са пленени голям брой.

## Производство
Мардер II е произвеждан в две основни версии. Първата разновидност Мардер II (Sd.Kfz. 132) е на базата на Панцер II модел D/E и шасито на Flammpanzer II (с окачване на Кристи). Въоръжен е с пленени руско 76.2 мм оръдие PaK 36(r). Ранните Мардер II са с висок профил (2.6 м) и тънка броня – само 30 мм челна и от 10 до 15 мм странична. Освен това липсва горна и задна броня, което осигурява слаба защита на екипажа. Alkett и Wegmann произвеждат 201 Мардер II в периода от началото 1942 до началото на 1943 г.
Втората разновидност на Мардер II (Sd.Kfz. 131) e базирана на шасито на Панцер II модели А-С, а по-късно се използва и модел F. При него е разширено бойното отделение и се използва германското противотанково 75 мм оръдие PaK 40. Профилът е снишен с 40 см до 2.2 м, но отделението продължава да е отворено отгоре и отзад. FAMO, MAN и Даймлер-Бенц произвеждат 576 Мардер II в периода юни 1942 до средата на 1943 г. Още 75 са произведени (вероятно само от FAMO) от средата на 1943 до началото на 1944 г. на базата на последните Панцер II снети от военна служба.

## Бойна история
Различните Мардер II се бият на всички фронтове, но най-вече на Източния фронт.
Мардер II стават част от противотанкови батальони от танковите дивизии на Вермахта, Вафен-СС, както и няколко Луфтвафе формации.
Основната слабост на Мардер е свързана с високия профил и отвореното бойно отделение, което го прави уязвим на индиректен артилерийски огън, шрапнели и гранати. Бронята също е доста тънка, което го прави уязвим от танкове и пехота (от близко разстояние).
Мардер не са нападателни машини или заместник на танковете. Най-често се използват в защита или засада. Въпреки слабостите си те са много по ефективни от противотанковите оръдия, които заменят.